# Seniade di Corinto
Seniade di Corinto (Corinto, V secolo a.C. – ...) è stato un filosofo greco antico.
Su di lui esistono pochissimi riferimenti noti; sembra sia stato allievo del sofista Protagora. Pur essendo dunque un sofista, egli si occupò per così dire privatamente di un altro ambito filosofico, quello della gnoseologia e dell'ontologia in particolare. In antitesi ai filosofi di Elea, egli affermò radicalmente la sola realtà del divenire, ovvero che tutto ciò che è proviene dal non-essere e nel non-essere ha il suo termine.
Pertanto, sembra che egli abbia negato la realtà dell'essere stesso: l'essere non è o comunque è inconoscibile, perché non esiste alcun criterio assoluto di verità con il quale convalidare le nostre conoscenze. La negazione della realtà dell'essere comporta anche di conseguenza la mancanza della verità, che da esso discenderebbe.
Pur apparendo un precursore dell'esistenzialismo e del nichilismo, in realtà Seniade di Corinto appare semplicemente come uno dei primi scettici della filosofia greca. Alcuni ritengono che i dissoi logoi, di autore ignoto, siano da attribuirsi a Seniade.